# Saskia de Jonge
Saskia Klazina de Jonge (Scheerwolde, 22 de noviembre de 1986) es una deportista neerlandesa que compitió en natación.
Ganó dos medallas de plata en el Campeonato Europeo de Natación en Piscina Corta, oro en 2009 y plata en 2006.

## Palmarés internacional
| Campeonato Europeo en Piscina Corta | Campeonato Europeo en Piscina Corta | Campeonato Europeo en Piscina Corta | Campeonato Europeo en Piscina Corta |
| Año                                 | Lugar                               | Medalla                             | Prueba                              |
| ----------------------------------- | ----------------------------------- | ----------------------------------- | ----------------------------------- |
| 2006                                | Helsinki (Finlandia)                | Medalla de plata                    | 4 × 50 m estilos                    |
| 2009                                | Estambul (Turquía)                  | Medalla de oro                      | 4 × 50 m libre                      |